# Інклюзивний туризм
Інклюзивний туризм — вид рекреаційного туризму, розрахованого на людей з інвалідністю.

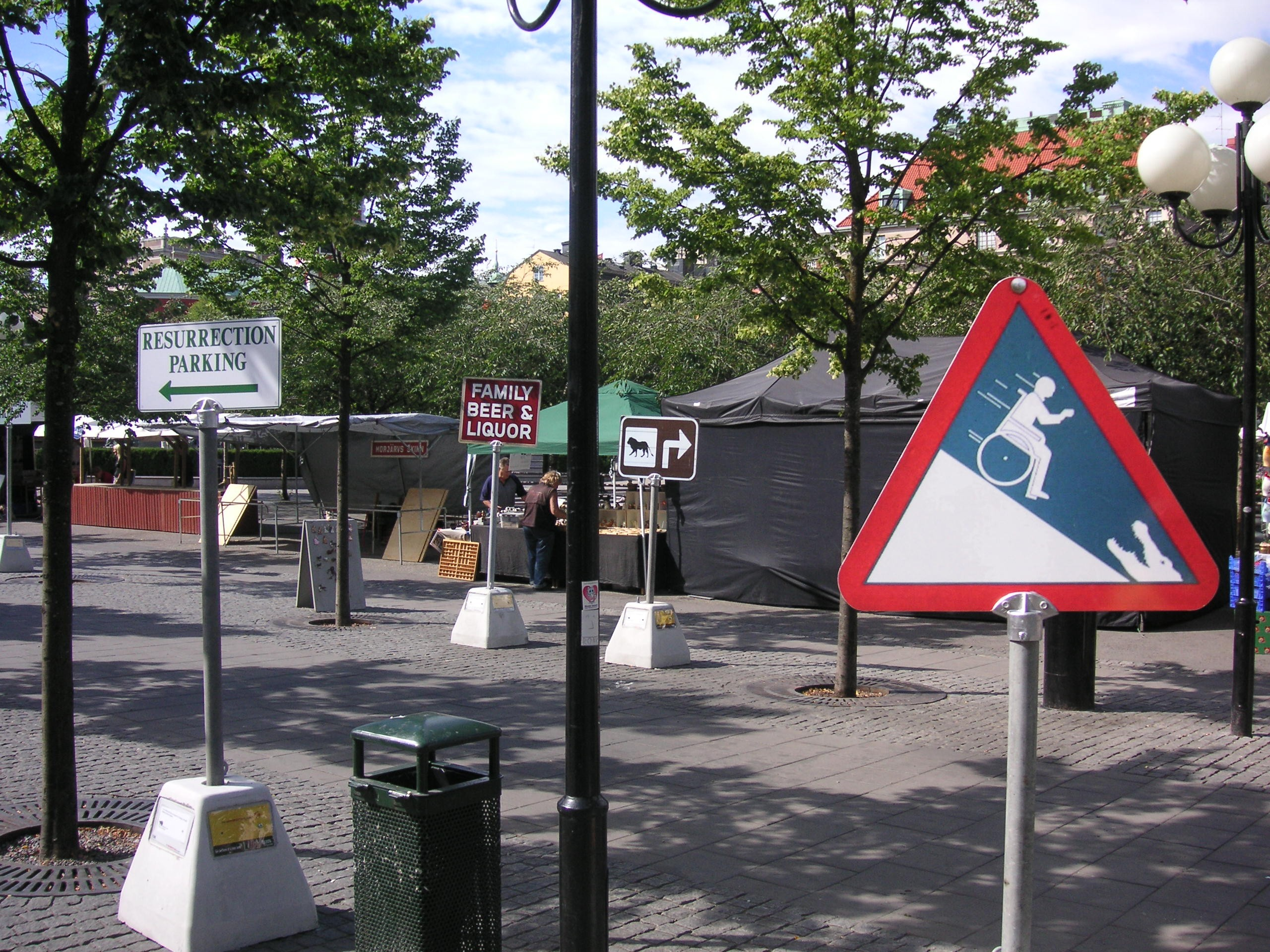
Дорожній знак для людей на візках

Інклюзивний туризм — це сучасний підхід до організації подорожей, який враховує потреби різних груп населення, зокрема людей з інвалідністю, літніх осіб, сімей із маленькими дітьми та інших, хто може потребувати особливих умов. Його головна мета — зробити туристичні послуги доступними, комфортними та безпечними для всіх без винятку.
Найбільше туристичних фірм які надають послуги для людей з різними фізичними вадами, зосереджено у США та Європі. Хоча розвиток цього напрямку спостерігається у всіх розвинутих країнах, з'являється дедалі більше країн які можуть приймати у себе туристів на інвалідних візках та надати потрібний транспорт.[джерело?]

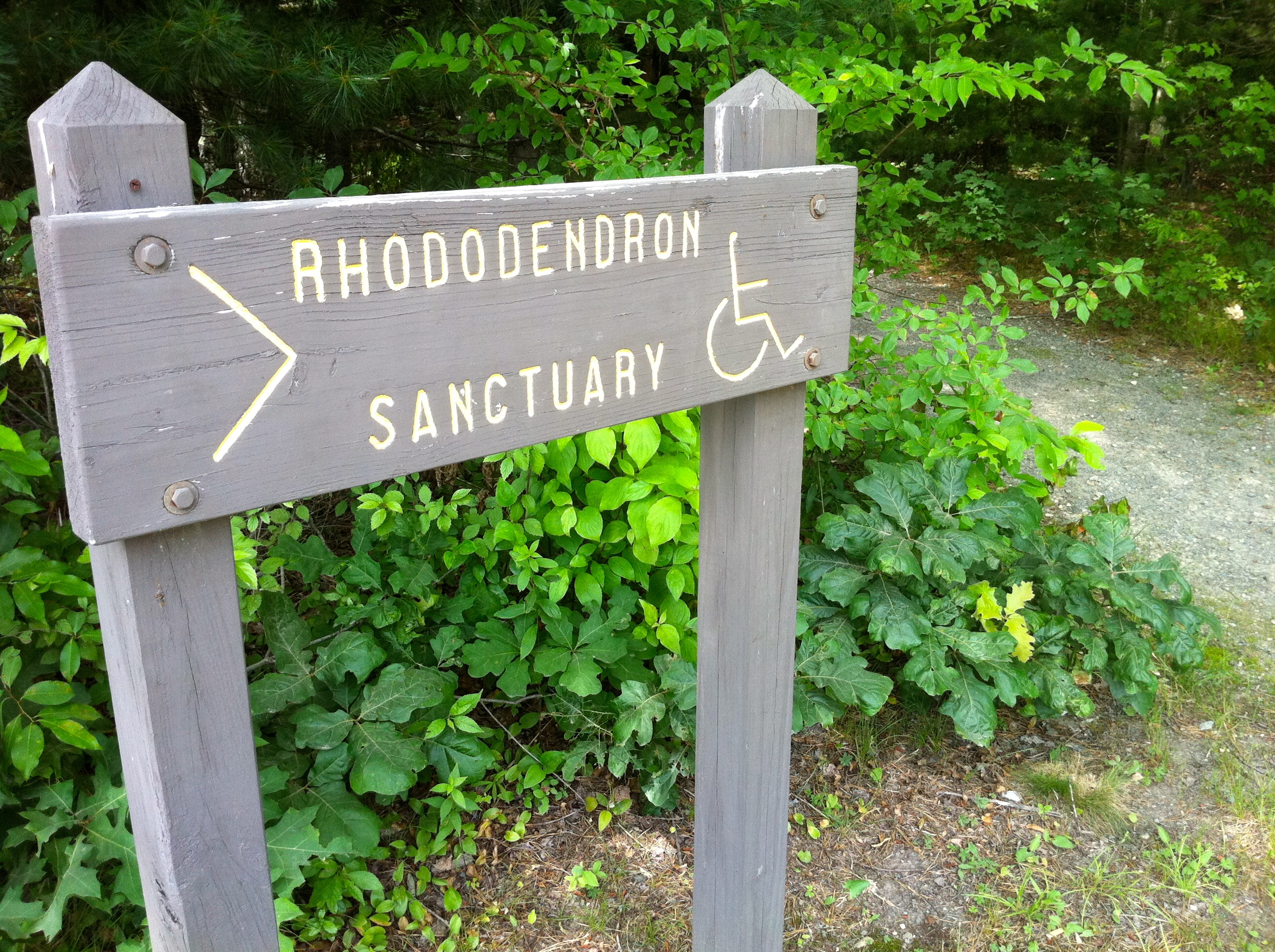
Туристична стежка для людей на візках

Туризм для осіб з інвалідністю — поняття досить широке, воно охоплює різні види туризму. Інклюзивний туризм передбачає наявність спеціальних зручностей, створених на пляжах, в готелях і транспорті, особливо важливо для людей на візках, відпочивати, їздити на екскурсії, нарівні зі здоровими людьми.
Дитячий інклюзивний туризм можна розглядати окремо. Для дітей з інвалідністю створені літні табори відпочинку зі спеціальними програмами для дітей з порушеннями зору, слуху та мовлення, функцій опорно-рухової системи, а також дітей з цукровим діабетом. Нерідко на початку хворого оглядає лікар і встановлює для нього індивідуальну програму оздоровлення. Є також дуже багато нових методик реабілітації дитячої інвалідності. Наприклад, в Севастополі для дітей з аутизмом практикують дельфінотерапію.
Згідно з вимогами прийнятих ETAN доступний для осіб з інвалідністю туризм повинен включати:

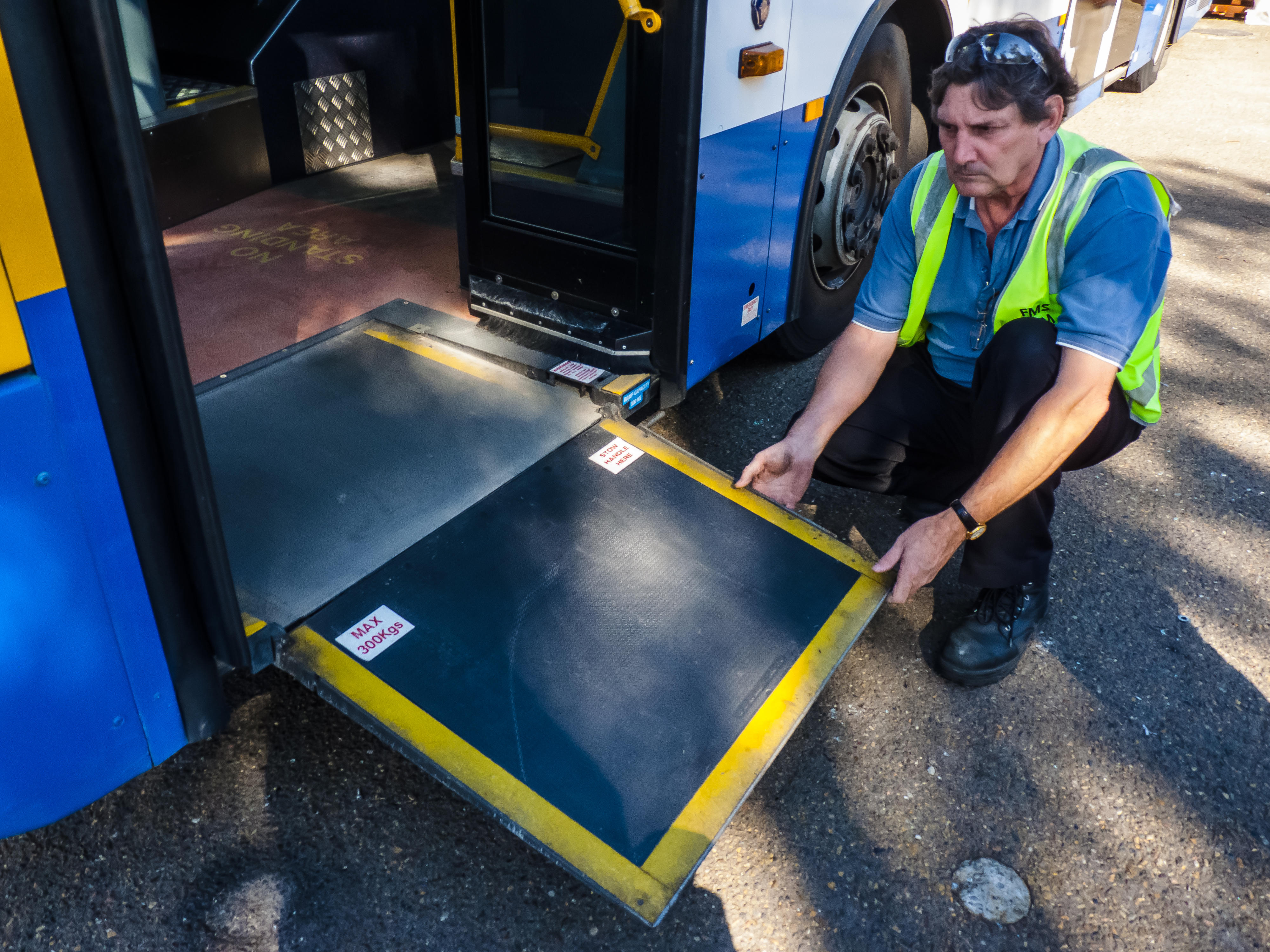
Пандус в автобусах

- Пандус на залізничній станціїПандус в автобусахБезбар'єрні напрямки : інфраструктура та споруди(спеціальні пандуси, ліфти, широкі двері, пристосовані туалетні кімнати тощо.)

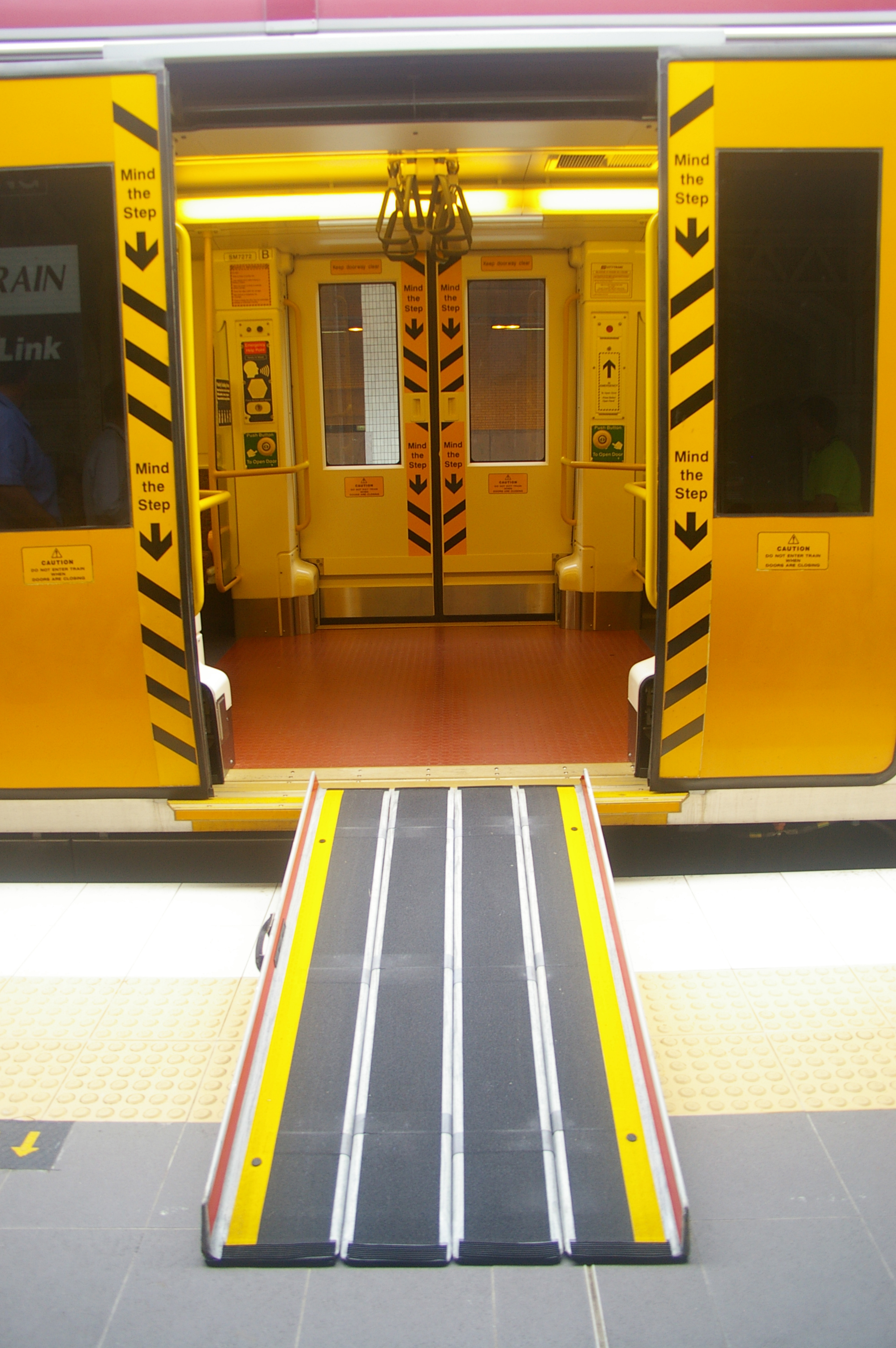
Пандус на залізничній станції

- Транспорт : повітряний, сухопутній і на морі, підходить для всіх користувачів(автобуси зі зниженою підлогою, доступні вокзали з ліфтами, можливість перевезення осіб на інвалідних візках).[1]

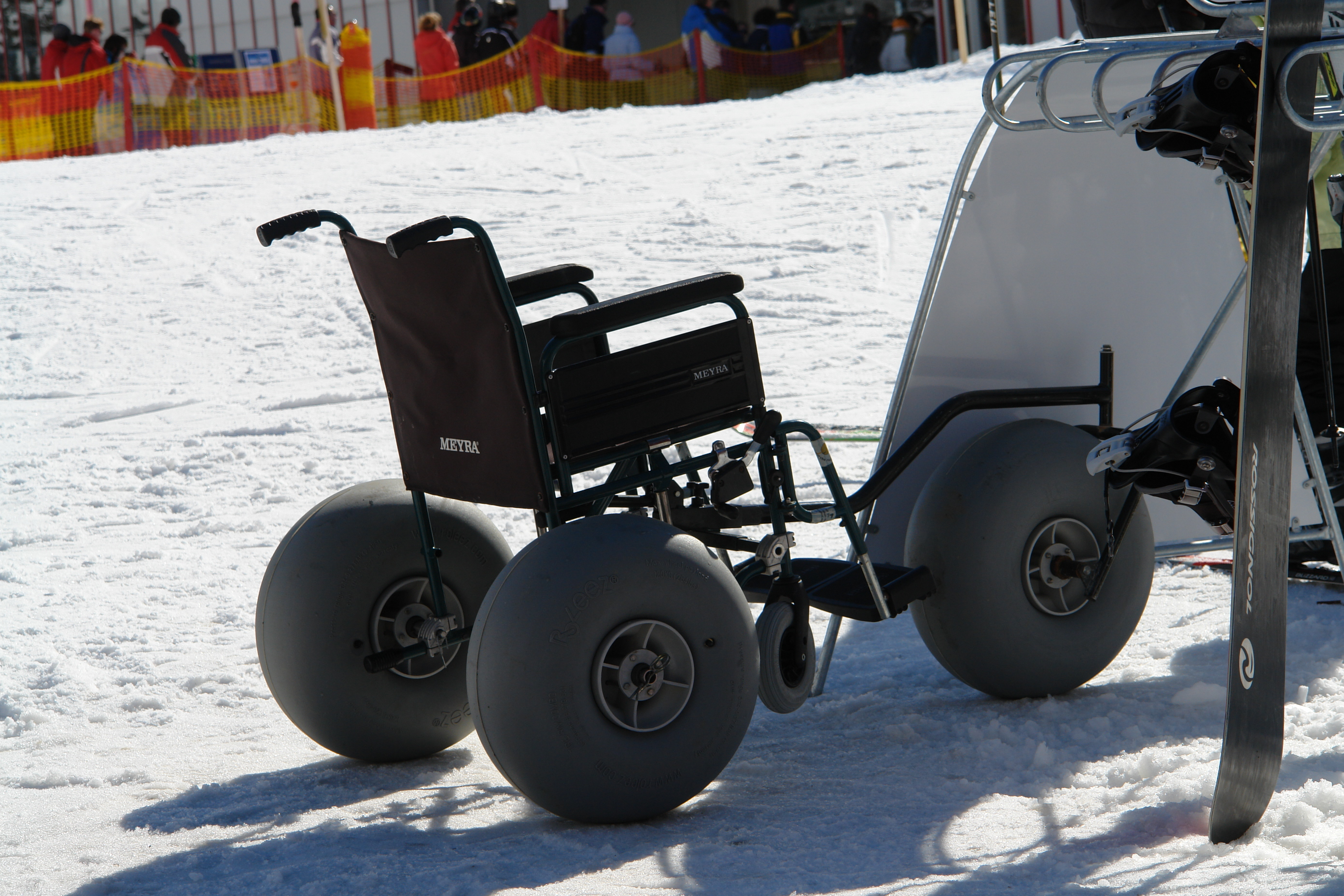
Сніговий інвалідний візок

- Інформація шрифтом БрайляСніговий інвалідний візокВисока якість послуг : досягнута навченим персоналом(аудіогіди, таблички зі шрифтом Брайля, екскурсії жестовою мовою).

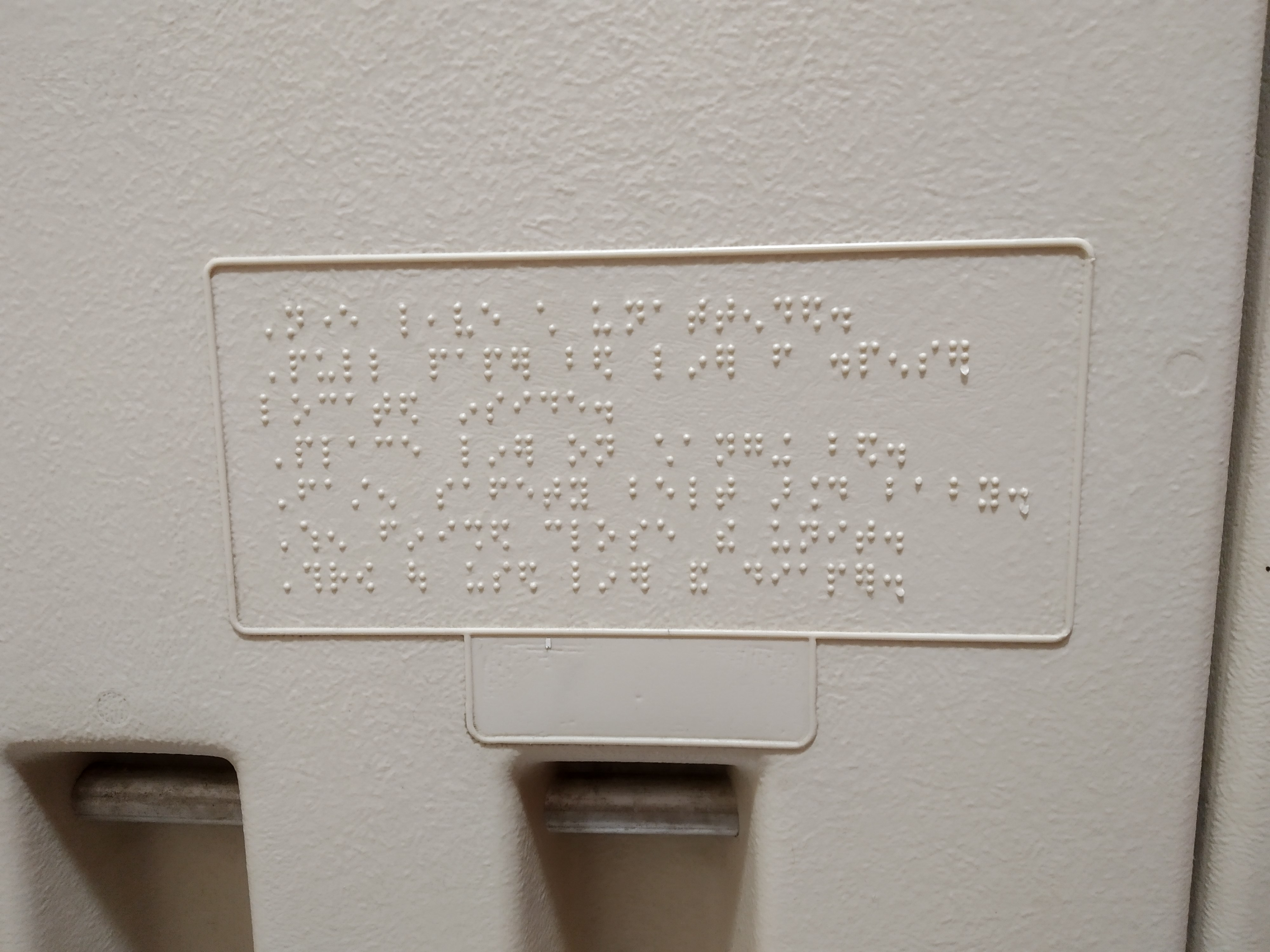
Інформація шрифтом Брайля

- Розваги, виставки, атракціони : дозволяє усім брати участь у подіях
- Маркетинг, системи бронювання, вебсайти та послуги : інформація доступна для всіх

Інклюзивний туризм не лише забезпечує рівні можливості для всіх, але й позитивно впливає на економічний розвиток. Включення ширшої аудиторії туристів стимулює зростання галузі та підвищує імідж регіону чи країни.
Хоча в багатьох європейських країнах, таких як Німеччина, Італія, Іспанія, а також у США та Австралії, цей напрямок активно розвивається, в Україні він поки перебуває на етапі формування. Проте з’являються нові ініціативи громадських організацій, спрямовані на адаптацію туристичних об'єктів і популяризацію доступного туризму.

## Інклюзивний туризм вУкраїні
В Україні інклюзивний туризм лише набирає обертів, але вже помітні зусилля, спрямовані на створення умов для людей із різними потребами. Зокрема, з’являються адаптовані туристичні маршрути, спеціальні програми та інфраструктура, проте цей процес переважно залежить від громадських ініціатив. Водночас важливу роль відіграє навчання персоналу та привернення уваги до теми доступності в туризмі.

### Переваги інклюзивного туризму в Україні
1. Соціальна інтеграція: інклюзивний туризм відкриває можливості для всіх охочих, включаючи людей з обмеженими можливостями, залучаючи їх до активного громадського життя.[1]
2. Популяризація внутрішнього туризму: доступні туристичні об’єкти стимулюють подорожі Україною, що дозволяє відкривати її багатство й різноманіття.[3]
3. Економічний розвиток: залучення туристів із різними потребами сприяє збільшенню доходів у туристичній галузі, особливо в готельному та ресторанному бізнесі.[4]

### Основні проблеми інклюзивного туризму в Україні
1. Недостатньо розвинена інфраструктура: більшість туристичних об’єктів, транспорту та закладів залишаються недоступними для людей із фізичними чи сенсорними порушеннями.
2. Обмежена державна підтримка: відсутність програм фінансування і стратегій розвитку ускладнює масштабування цього напряму.
3. Мало інформації: бракує реклами й доступних інформаційних платформ про адаптовані туристичні сервіси та маршрути.

Інклюзивний туризм – це ключовий аспект сучасної туристичної галузі, який забезпечує рівні можливості для подорожей усім людям, незалежно від їхніх фізичних чи когнітивних особливостей. Цей напрямок сприяє не лише соціальній інтеграції, але й розширенню доступу до культурної, історичної та природної спадщини. Його важливість полягає у створенні умов для комфортного та безпечного туризму, що позитивно впливає на суспільний розвиток. На міжнародному рівні інклюзивний туризм уже став важливим чинником економічного та соціального розвитку. Як зазначає Всесвітня туристична організація (UNWTO), впровадження доступності у туризмі відкриває нові можливості для залучення туристів, збільшує їхню кількість та розширює цільову аудиторію. В Україні цей напрямок лише починає розвиватися, але потенціал для його реалізації є значним.
Однією з головних переваг інклюзивного туризму є його здатність сприяти соціальній єдності. Він дозволяє людям з інвалідністю долучатися до подорожей, інтегруючись у суспільне життя, а також підвищує обізнаність інших щодо їхніх потреб. Для України, яка прагне інтегруватися у світовий туристичний простір, розвиток інклюзивного туризму є важливим кроком до побудови інклюзивного суспільства.
Водночас, існують і виклики, які гальмують розвиток інклюзивного туризму в Україні. Недостатня інфраструктура, обмежений доступ до транспорту, відсутність інформаційної підтримки та низький рівень державної підтримки створюють бар’єри для його впровадження. Незважаючи на це, громадські організації та волонтерські ініціативи працюють над створенням доступного середовища, що свідчить про позитивні зрушення у цьому напрямку.Для ефективного розвитку інклюзивного туризму в Україні потрібен комплексний підхід. Необхідно адаптувати інфраструктуру згідно з міжнародними стандартами, створювати інформаційні ресурси про доступні туристичні сервіси, навчати працівників туризму та забезпечувати фінансування через державні програми. Крім того, стимулювання бізнесу до впровадження інклюзивних рішень може стати важливим чинником для розширення можливостей у цьому напрямку.

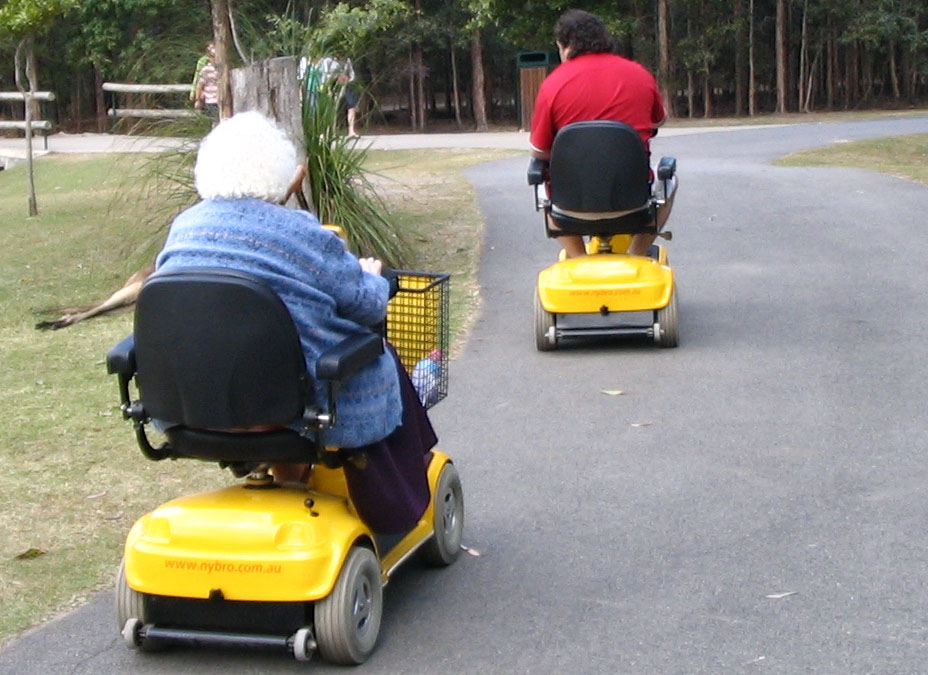
Мобільний скутер в зоопарку

Таким чином, інклюзивний туризм є важливим кроком до забезпечення рівності та доступності для всіх, що сприятиме соціальному прогресу та економічному зростанню. Він дозволяє країнам, зокрема Україні, створити позитивний міжнародний імідж і стимулювати розвиток туристичної галузі. Реалізація цього потенціалу залежить від ефективної співпраці держави, громадськості та бізнесу.

## Проблеми
До основних проблем з якими зустрічаються люди з інвалідністю:
- Недоступні, або лише частково доступні, вебсайти
- Недолік доступного трансферу з аеропорту
- Відсутність адаптованих транспортних засобів
- Відсутність добре адаптованих номерів у готелях
- Брак професійних кадрів здатних розв'язувати проблеми доступності
- Відсутність перевіреної інформації про рівень конкретних проблем з якими може стикнутися особи з інвалідністю
- Відсутність доступних ресторанів, барів, і інших об'єктів
- Відсутність адаптованих туалетів в ресторанах та інших громадських місцях
- Недоступні вулиці та тротуари
- Відсутність технічних засобів і обладнання для людей з інвалідністю

## Інклюзивні проекти України
Інклюзивний пляж «БЕЗМЕЖ» – пляж для відпочинку всіх категорій населення, зокрема осіб з інвалідністю, розташований в місті Одеса. Його інфраструктура передбачає умови доступності для осіб з інвалідністю, включаючи:

• пандуси та спеціальний ліфт для маломобільних осіб,

• адаптовані душові та санвузли,

• тактильні доріжки,

• медичний пункт,

• спеціалізований дитячий майданчик,

• крісла-амфібії для спуску у воду.

На під'їзді до пляжу також облаштовано парковку для осіб з інвалідністю.